# Timothée de Livoy
Timothée de Livoy (* 1715 in Pithiviers; † 27. September 1777) war ein französischer Übersetzer und Lexikograf.

## Leben
Timothée Hureau de Livoy (meist: Timothée de Livoy) war Barnabiter und Mitglied zweier italienischer Akademien, der Accademia dell’Arcadia und der Accademia delle Scienze dell’Istituto di Bologna. Seine bleibende Leistung besteht in der Übersetzung bedeutender italienischer Werke ins Französische. Eine der Übersetzungen wurde ins Deutsche weiterübersetzt.
In der Geschichte der Lexikografie eroberte er sich einen Platz durch sein frühes Wörterbuch der Synonyme ohne Begriffsscheidung (sogenannte kumulative Synonymik), das vier Auflagen erlebte. Dieser heute sehr verbreitete Wörterbuchtyp ist vor allem beim sorgsamen Abfassen von Texten von Nutzen, eine Gebrauchssituation, wie sie für den Übersetzer typisch ist.

## Veröffentlichungen (Auswahl)

### Dissertation
- Dissertation sur les Interdits arbitraires des Confesseurs. 1759.

### Übersetzungen
- Daniello Bartoli: L’Homme de lettres. 3 Bde. Hérissant le fils, Paris 1769.
- Hyacinthe Sigismond Gerdil: Exposition Abrégée des Caractères de la Vraie Religion. Pour Servir d’Introduction à la Doctrine Chrétienne. Herissant, Paris 1770.
- Lodovico Antonio Muratori: Traité du bonheur public. 3 Bde. Costard, Paris 1772.
- Norberto Caimo: Voyage d’Espagne, fait en l’année 1755. Avec des notes historiques, géographiques & critiques et une table raisonnée des tableaux & autres peintures de Madrid, de l’Escurial, de Saint-Ildefonse. J.P. Costard, Paris 1772.
  - (deutsch) Briefe eines Italiäners über eine im Jahre 1755 angestellte Reise nach Spanien nebst einem Verzeichnis der vornehmsten auf dieser Reise angetroffenen Gemählde. Schwickert, Leipzig 1774.
- Carlo Denina: Tableau historique des révolutions de la littérature ancienne et moderne. Avec des observations utiles & curieuses sur les ouvrages de quelques auteurs célèbres. Ouvrage traduit de l’italien sur la troisieme édition faite à Glascow. Laporte, Paris 1776.

### Synonymenwörterbuch
- Dictionnaire de synonimes françois. Saillant, Paris 1767.
  - (2. Auflage, vermehrt von Nicolas Beauzée) Dictionnaire de synonimes françois. Nyon, Paris 1788.
  - (3. Auflage, durchgesehen von Édouard Lepan, 1765–1844) Dictionnaire de synonymes françois. Bureau de révision de manuscrits en tous genres, Paris 1828. 4. Auflage, Paris 1836.